# Aragonès de les comunitats aragoneses
L'Aragonès de les comunitats aragoneses es va parlar a les comunitats de Calataiud, Daroca, Comunitat de Terol i Albarrasí, a més de les capitals d'aquelles comunitats. Aquesta zona també era coneguda a la baixa edat mitjana com "l'estremadura aragonesa".

## Context històric
La repoblació d'aquestes terres, en molts casos poc habitades en el període musulmà, fou feta per cristians d'orígens diferents: aragonesos, navarresos, alavesos, riojans, castellans, gascons, altres occitans, mossàrabs i catalans, depenent de les zones, però la contribució major va ser l'originària de Navarra. A la Jiloca la contribució d'occitans i gascons va ser gran, a la Serra d'Albarrasí fou la contribució de navarresos del sud més important, (els fundadors de la Senyoria d'Albarrasí, eren navarresos, esdevenint amb altres nobles de classe dirigent), i amb els navarresos del sud van venir riojans.
L'aragonès de les comunitats aragoneses tenia caràcters de parla de transició cap al castellà, igual que el castellà de l'Extremadura Soriana en què és escrit la Cançó del Cid i les variants de castellà medievals de les actuals províncies de Guadalajara i Conca tenien molts aragonesismes i tenien caràcters de parla de transició cap al navarrès-aragonès.
El diferent origen dels repobladors, la llunyania amb respecte al nucli aragonès de la Vall de l'Ebre i Pirineus, i a proximitat amb Castella i les relacions comercials devia fer que l'aragonès de les comunitats aragoneses fos un aragonès amb menys caràcters romànics arcaïtzants que encara trobem al Pirineu Central i Centre-Oriental, i des del punt de vista d'un pirineu de muntanya seria un aragonès "esbrafato". La influència de Castella no es limitava a l'origen de pocs repobladors: era el regne més poderós i influent de la península on hi havia un romanç estàndard escrit més desenvolupat que a Aragó. També la part castellana celtibera era una zona interior alta i menys rica que a la part aragonesa celtibera, més baixa, amb més horta, més oberta. La Celtibèria castellana era d'on venia contínuament un corrent migratori, que portava cognoms com Molina, corrent que dura fins als nostres dies.
Coloma Lleal Galcerán comenta en el seu llibre "La formación de las lenguas romances peninsulars" que en l'Extremadura Aragonesa la població era heterogènia per la convivència de musulmans autòctons i repobladors aragonesos, navarresos, castellans, "francs", mossàrabs i jueus fugits de l'Andalus i que els trets aragonesos eren diluïts en una llengua d'anivellació d'estructura castellanitzada. Aquest autor també diu el mateix de l'aragonès de la Vall de l'Ebre, fet que no és defensable. S'ha de dir que no en tota l'Extremadura Aragonesa hi havia una abundant població musulmana autòctona, per exemple a la Jiloca la població musulmana era quasi inexistent i a la Comunitat de Terol la majoria dels musulmans eren descendents de captius d'altres zones i eren àrabs. També s'ha de dir que els repobladors occitans molt nombrosos en algunes zones apartarien la llengua d'aquell model castellà.
L'evolució del navarrès-aragonès dels repobladors cap a l'aragonès de les comunitats aragoneses va poder ser un procés similar al que al nord de Sardenya s'ha esdevingut amb el dialecte sassarès de l'idioma sard, dialecte en el qual no són presents certs caràcters genuïns del sard per contacte amb els romanços dels corsos, pisans, genovesos i catalans, i en contacte geogràfic amb el gal·lurès, de caràcter italic-cors però amb substrat sard.

## La llengua escrita
Segons Coloma Lleal Galcerán la llengua escrita va prendre el model de la llengua dels principals centres urbans. És cert que la llengua escrita tenia molta convergència amb la llengua escrita a Castella, però no ensenyava alguns caràcters aragonesos que encara es conserven en la parla actual, pel que la parla que es feia servir en les comunitats no s'ha d'identificar amb els textos escrits, que són una font més per la seva coneixement juntament amb la toponímia, l'aragonès residual actual i els elements romanços dels textos llatins. Els elements romanços dels textos llatins en són la millor font per alguns fenòmens del segle xvi.
Entre els textos escrits en aragonès de les comunitats aragoneses hi ha algun de molta importància històrica, com la versió romanç del Fur de Terol o Fur romanç de Terol, amb una versió del segle xiii i una altra del segle xiv, la seva variant adaptada a Albarrasí o Fur romanç d'Albarrasí o el fur d'Alfambra. També cartes pobla com les dels pobles de Riu Deva i Villastar.
L'aragonès de la major part de les obres de Chuan Ferrández d'Heredia (de fossis del "Llibre dels Emperadors" i de "De secret secretorum"), podria tenir una base en aquest aragonès de zones frontereres amb el regne de Castella. Part de les "Cròniques dels Jutges de Terol" són escrites en aragonès de les comunitats aragoneses. Una mostra de literatura no historiogràfica és "La soterrada viva de Alfambra".
Sense ser gaire diferents dels textos dels segles anteriors, els textos escrits en la ciutat de Terol a principis del segle XV ensenyaven poc caràcters fonètics aragonesos, 1991, la diferència dels molts caràcters aragonesos dels textos que s'escrivien a Saragossa i a la vall de l'Ebre.

## Fonètica
A la major part dels texts hi predomina una -ch- resultant del grup llatí -CT- en comptes d'una -it- com en aragonès, (fecho, sospecha, pechar, arrecho, etc). No obstant podem trobar -it- moltes vegades, sobretot en paraules de molt ús en textos jurídics i notarials com pleito, dreito, usufruito, peita, participis de molt ús en aquells textos (feyto, eslito), etc. També és possible que en alguns casos els transcriptors moderns d'aquells textos no hagin interpretat bé la manera d'abreujar el grup -it- dels escrivans aragonesos.
Anàlogament al que es troba dins del grup B de l'asturià occidental, l'evolució dels grups -LY-, -C'L-, -T'L- va ser diferent a l'aragonès general -ll-, i talment va ser -ch-, (actuals regacho, panocha, el primer ja documentat en els textos de les propietats dels monjos de Pedra a la Serra de Albarrasí), i es representava amb ortogràficament com i, j o g, (fijo, Torrixo, Peraleios en comptes de "fillo", "Torrillo" i "Peralellos", que també poden trobar-se). Molt poques vegades s'escrivia ch (ovecha, Torricho, El Villarecho). Aquest fenomen també es donava en part de les comarques xurres (textos medievals amb ligaxo en comptes de "ligallo") i avui en xurro encara sentim "asnacho". Quan en 1266 Jaume ordenava que no es poguessin edificar noves poblacions o aldees en una àrea de Javalambre podem llegir el topònim tejares (selva de til·lers) en un text en llatí:
| « | nec prout aque vertuntur ad terminum de Cubla et de las Pobediellas, et exit ad fontem Regis, et de dicto fonte Regis cerro cerro usque ad portum de Casedon, et usque ad foz d'Andurria, et prout vadit caminum vetus apud Moram, et exit ad Tejares de Formig et ad Joncosam | » |

Que la grafia -j- o -i- en aquest cas corresponia la l'actual fonema que es representa amb el dígraf ch ho vam veure en dos paràgrafs propers referits a Terol de les actes de les corts d'Alcanyís de 1436:
| « | Primerament qui caminara enta Daroca es el estanco e limites el canton del huerto de los frayres Menores, en do sale un regajo de agua de un huerto de Bertholomeo de AlfambraPrimerament qui caminara enta Daroca, es el estanco e limites al canton del huerto de los frayres Menores, en do sale un regacho de agua de un huerto de Bartholome de Alfambra | » |

Els textos de la meitat oriental de la Comunitat de Terol mostren l'evolució natural en aragonès en -ll- (en vam veure escrits a finals del segle xv, per exemple "La Foz de la Viella", a diferència dels textos provinents de més a l'oest on s'escriu de la Vieia, de la Viexa).
Per castellanització la -ll- i la -ch- van esdevenir la -j- castellana velar actual, i es van produir hipercorreccions com ceboja o Cirujeda pròpies del castellà actual de la zona, i que es remunten a formes documentades per escrit en l'edat mitjana com ceboia o cirugeda.

## Morfologia
Trobem el demostratiu masculí esti com en cheso i romanç navarrès.
Les combinacions de pronoms de datiu i acusatiu es feien de manera coincident o semblant al castellà medieval: ge-lo, ge-la, ge-los, ge-la, que vam veure en el fur de Terol i altres texts. L'origen d'aquestes formes és: ILLI+ILLU(M) > (e)lielo > ljelo > gelo.
En això es diferencia de l'aragonès de la Vall de l'Ebre (incloent el nord-est de l'actual província de Terol), que coincideix amb l'aragonès de l'Alt Aragó en fer servir les combinacions li lo, le la, le los, le las, que en aragonès modern són totes le'n.
Quan el datiu és plural es diferencia del castellà on la construcció és ge els, és a dir, els pronoms d'acusatiu lo, la, los, las deixen d'indicar-se i són substituïts per una forma que indica el plural del datiu. Això s'alinea amb les formes aragoneses medievals les lo, les la, les las, les los, que actualment són les ne, i és la base de la construcció pròpia del castellà d'Aragó i considerada des de la filologia hispànica un simple vulgarisme.
Els adverbis de mode acaben en -ment com en aragonès general. No obstant, en textos antics i les seves còpies com el fur de Terol, el fur d'Albarrasí o en un únic cas en el fur d'Alfambra els adverbis acaben en -mientre com en romanç navarrès.

## Lèxic
L'aragonès de la Comunitat d'Albarrasí presentava elements lèxics aïllats propis de la Rioja i Navarra i que es troben avui en el castellà d'aquelles zones, com Biércol (Calluna vulgaris) i Bercolar/Biercolar, algun d'aquests elements perviuen avui.
També és possible trobar paraules o accepcions semàntiques comunes amb el català occidental o més específicament amb el català valencià com clocha ("clot").